# Guarea purusana
Guarea purusana är en tvåhjärtbladig växtart som beskrevs av C. Dc.. Guarea purusana ingår i släktet Guarea och familjen Meliaceae. Inga underarter finns listade i Catalogue of Life.